# Bobby Allen
Robert Allen, detto Bobby (Etobicoke, 12 maggio 1969), è un ex cestista canadese.

## Carriera
Con il Canada ha disputato i Campionati americani del 1995.